# أوكونومياكي
أوكونومياكي (باليابانية: お好み焼き) هي نوع من المأكولات اليابانية التي تشبه بان كيك والتي تحتوي العديد من المكونات. ترتبط الأوكونومياكي بشكل رئيسي بمنطقة كانساي وهيروشيما إلا أنها منتشرة في جميع أرجاء اليابان. عادة ما يقدم الأوكونومياكي في مطاعم متخصصة، حيث يقوم الزبائن بطلب المكونات التي يرغبونها ويقومون بتحضير الأوكونومياكي على الطاولة أمامهم بأنفسهم والتي تكون مزودة بلوح حار مخصص للشوي.

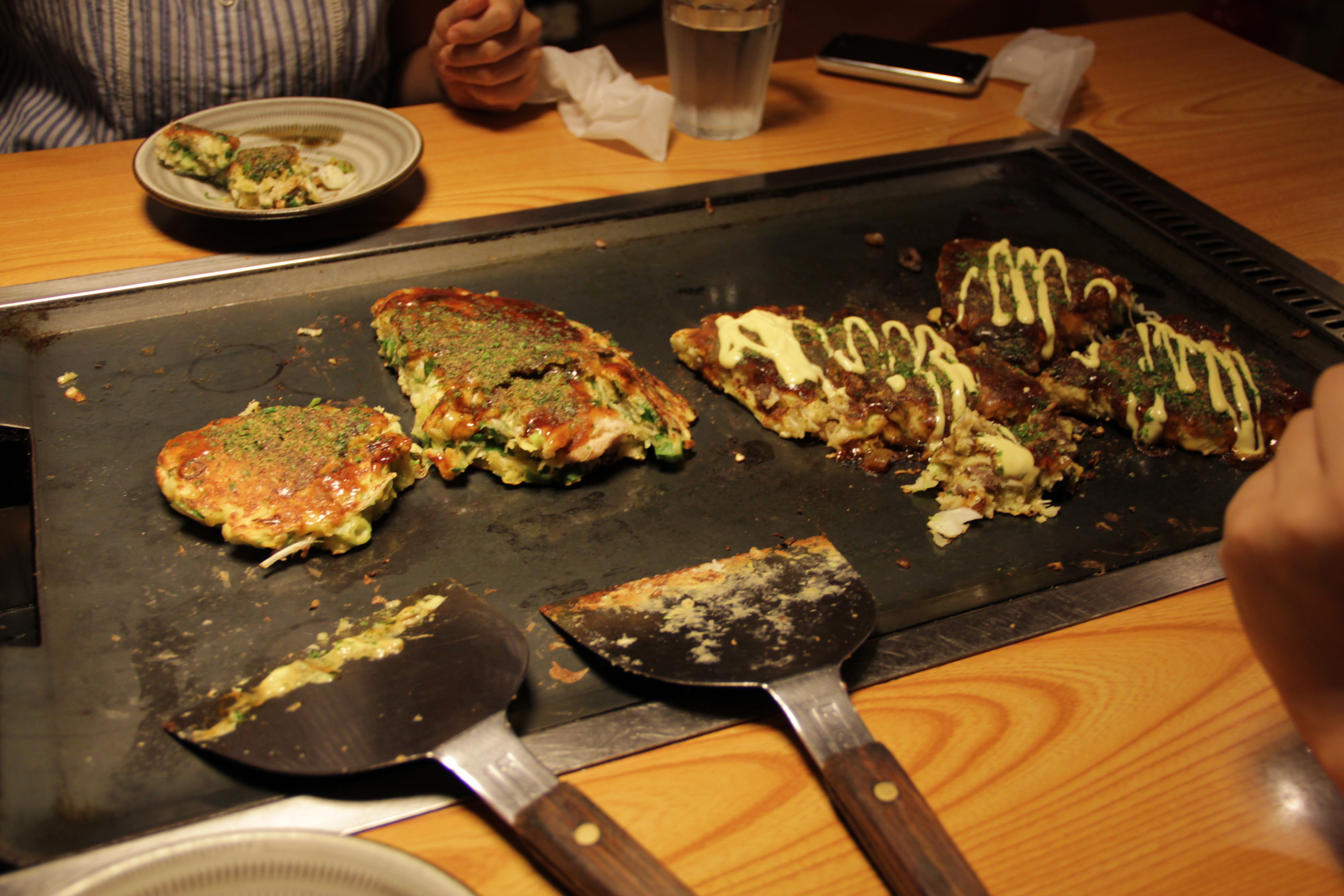
قرصين من الأوكونومياكي بالجبن والقريدس.

## التسمية
كلمة «أوكونومي» هي بمعنى «ما تحب» أو «ما تريد»، وكلمة «ياكي» تعني «مشوي» وبالتالي يكون معنى أوكونومياكي هو «شواء ما تشتهي».